# Calandrinia galapagosa
Calandrinia galapagosa es una especie perteneciente a la familia de las montiáceas. Es endémica de Ecuador donde se encuentra en las Islas Galápagos. 

## Descripción
Es una planta anual postrada, de bajo crecimiento. Es muy atractiva, con brillantes flores magenta, que abren plenamente en día radiante de sol. Sus pequeñas semillas, negras, usualmente germinan tarde en el verano, y la planta inverna como una pequeña plántula. En primavera crece rápidamente y florece frecuentemente en octubre. Alcanza 35 cm o más de longitud, mientras sus hojas basales pueden tener 1 cm de largo. 

## Taxonomía
Calandrinia galapagosa fue descrita por Harold St. John y publicado en American Journal of Botany 24: 95. 1937.
Etimología
Calandrinia: nombre genérico que fue nombrado en honor de Jean Louis Calandrini, botánico suizo del siglo XVIII.
galapagosa: epíteto geográfico que alude a su localización en las Islas Galápagos.
Sinonimia
- Talinum galapagosum (H. St. John) Hershkovitz	[3]